# Fonts urbanes de ferro colat (Badalona)
Les fonts urbanes de ferro colat de Badalona, o model de font urbana de ferro colat, són una sèrie de fonts urbanes públiques projectades i instal·lades originalment a finals del segle xix a Badalona, que han continuat en ús al llarg dels anys i, progressivament, se'n van anar instal·lant a la resta de la ciutat.

## Descripció
La font està formada per una columna que sosté una estructura quadrada i presenta, a cada cara, un perfil semicircular coronat amb un pinyó i amb un escut que a les fonts originals era el de Catalunya i a les noves és el de Badalona. A vegades presenta quatre aixetes, cadascuna de les quals degota dins una pica, també de ferro, incorporada al disseny de la font.

## Història
El projecte de canalitzar aigua per a les fonts públiques de Badalona va ser elaborat en una data desconeguda al voltant de l'any 1870, va ser signat per l'arquitecte municipal Francisco de Paula del Villar y Lozano, i després revisat per l'arquitecte provincial, Francesc Daniel Molina i Casamajó. Les fonts van ser dissenyades per Francesc Rogent i Pedrosa l'any 1892, i el 1895 es va fer un altre tiratge que es van instal·lar a molts altres llocs de Badalona i també a Barcelona.
Les fonts originals van ser instal·lades a diversos indrets de la localitat: als carrers de Guifré; de la Lluna; de la Conquista; d'Alfons XII; d'en Prim, davant del núm. 105; d'en Lladó; de Francesc Layret, davant del núm. 201; i a l'avinguda de Martí Pujol, a tocar de l'estació de tren. Més tard i fins a l'actualitat, se n'han continuat instal·lant amb el mateix model a altres punts de la ciutat. Tal com descriuen Lladó i Padrós al catàleg de patrimoni del municipi, les fonts són unes mostres significatives de mobiliari urbà amb un bon disseny i una bona construcció, que els ha permès continuar donant el seu servei de forma eficient i són encara en ús.